# Himopolynema robustum
Himopolynema robustum är en stekelart som först beskrevs av Sveum 1982.  Himopolynema robustum ingår i släktet Himopolynema och familjen dvärgsteklar. Inga underarter finns listade i Catalogue of Life.